# Lupe Fiasco’s Food & Liquor II: The Great American Rap Album Pt. 1
Lupe Fiasco Food & Luquor II: The Great American Rap Album Pt. 1 — четвёртый студийный альбом американского рэпера Lupe Fiasco, издан 25 сентября 2012 года на лейблах 1st & 15th и Atlantic Records.
4 февраля 2009 года в своём официальном блоге Lupe Fiasco впервые заявил о будущем альбоме с таким названием. В ожидании выпуска Lasers (2011), отложенным из-за проблем с Atlantic Records, Lupe Fiasco начал работу над его следующим альбомом Food & Liquor II: The Great American Rap Album. Во время записи Lasers Wasalu выпустил песню «Go to Sleep», обозначенную под загололвком «От Отчаяния» (Out of Desperation), чтобы расслабить обстановку ожидания релиза альбома 2011 года. Запись была очень хорошо встречена как поклонниками, так и критиками в блогосфере, и Fiasco заявил о намерении включить «Go to Sleep» в следующий альбом, как вступительный сингл готового продукта.
«Food & Liquor II готов. Дата релиза? Я не знаю… Давайте просто скажем… июль!» (Lupe Fiasco).
С конца июля 2012 альбом доступен для предзаказа и в сети YouTube на официальном канале Lupe были предварительно выпущены несколько клипов на синглы альбома.

## Коммерческий успех
Альбом дебютировал на пятой позиции в Billboard 200, продавшись экземпляром в 89 778 копий в первую неделю. Занял первое место среди R&B и хип-хоп альбомов. 21 октября было продано уже 128 000 копий.

## Обложка
Обложка первой части четвёртого студийного альбома хип-хоп исполнителя полностью чёрная, аналогичный фоновый оттенок имеют обложки выпущенных синглов.

## Список композиций
- «Ayesha Says» (Intro)
- «Strange Fruition» (featuring Casey Benjamin) (продюсер Soundtrakk)
- «ITAL (Roses)» (продюсер 1500 or Nothin')
- «Around My Way (Freedom Ain’t Free)» (продюсеры: B-Side, DJ Simonsays)
- «Audubon Ballroom»
- «Bitch Bad» (продюсер Audibles)
- «Lamborghini Angels» (продюсер Mr. Inkredible)
- «Put Em Up» (продюсер 1500 or Nothin')
- «Heart Donor» (featuring Poo Bear)
- «How Dare You» (featuring Bilal)
- «Battle Scars» (with Guy Sebastian) (продюсеры: Pro-Jay, Guy Sebastian)
- «Brave Heart» (featuring Poo Bear)
- «Form Follows Function» (продюсер Infamous)
- «Cold War» (featuring Jane $$$)
- «Unforgivable Youth» (featuring Jason Evigan)
- «Hood Now» (Outro) (продюсер 1500 or Nothin')
- «Things We Must Do For Others» (CD-релиз)
- «Go to Sleep» (Цифровой бонус-трек)

Семплы композиций
- «Strange Fruition» — семпл Where Do I Begin (Love Story)

- Food & Liquor — начало.
- Продолжение после LASERS